# Robyn Clay-Williams
Robyn Clay-Williams est une pilote d'essai militaire et une chercheuse australienne. Elle est l'une des deux premières femmes à servir comme pilote dans la Royal Australian Air Force (RAAF). Elle rejoint la RAAF en 1979 et  occupe d'abord des postes de maintenance, car les femmes n'étaient pas autorisées à être pilotes. Après la levée de cette restriction, elle termine sa formation de pilote en juin 1988 et devient pilote d'essai en 1993. Clay-Williams atteint le grade de wing commander (Lieutenant-colonel) et a dirigé le 85e escadron (en). Après avoir quitté la RAAF en 2003, elle entame une carrière académique et devient professeure associée à l'Université Macquarie.

## Carrière

### Service militaire
Robyn Clay-Williams grandit à Sydney. Dès l'âge de 10 ans elle déclare souhaiter devenir pilote. Elle est influencée par Deborah Lawrie qui a engagé une action en justice pour discrimination sexuelle contre la compagnie aérienne Ansett Australia, à la fin des années 1970, lorsque sa candidature pour devenir pilote de ligne est rejetée. Lawrie gagne le procès et devient par la suite la première femme pilote d'une grande compagnie aérienne australienne en 1980.
Ses études terminées, Williams cherche un stage de pilote à la RAAF. Sa candidature est rejetée car l'armée de l'air ne permettait pas aux femmes de servir comme pilotes à l'époque,. Elle est tout de même admise à la RAAF en 1979 pour suivre une formation en génie électrique, qui lui permet de se préparer à servir comme pilote militaire dans le futur. Williams est formée comme ingénieure radio à l'Escadron des cadets du génie et obtient son diplôme en 1982,.  Les femmes n'étaient pas autorisées à porter des armes lors des défilés militaires australiens, et les membres masculins de son cours d'ingénieur radio décident d'assister à leur défilé de fin d'études sans épées de cérémonie en solidarité avec Williams. Elle, et une autre aviatrice diplômée du cours en 1981, déposent des recours en cassation pour protester contre cette discrimination qui, selon elles, portait atteinte au statut des femmes officières. Leurs plaintes sont rejetées et la règlementation n’est modifiée que les années 1990. Williams sert dans une unité qui entretient des avions C-130 Hercules et Boeing 707, et devient ensuite officière divisionnaire à l'Académie des forces de défense australiennes.
En octobre 1986, à la suite d'un changement de politique, la RAAF publie une annonce pour recruter des femmes intéressées par une formation de pilote. Williams, alors lieutenante d’aviation, est l’une des quatre premières femmes sélectionnées. Elle et l'élève-officière Deborah Hicks deviennent les premières femmes à obtenir ce diplôme de pilote lorsqu'elles terminent leur cours de pilotage le 30 juin 1988. Williams obtient les notes les plus élevées et reçoit le trophée De Havilland Australia pour avoir été dux de sa promotion,. Williams espère être affectée à une unité de combat pilotant des avions de chasse en guise de reconnaissance pour avoir eu les meilleurs résultats de sa promotion, mais les femmes ne sont pas autorisées à servir dans de telles unités à l'époque,. On ne leur propose que des postes qui les tiennent éloignées du combat. Williams choisi une affectation à l'École de navigation aérienne,.

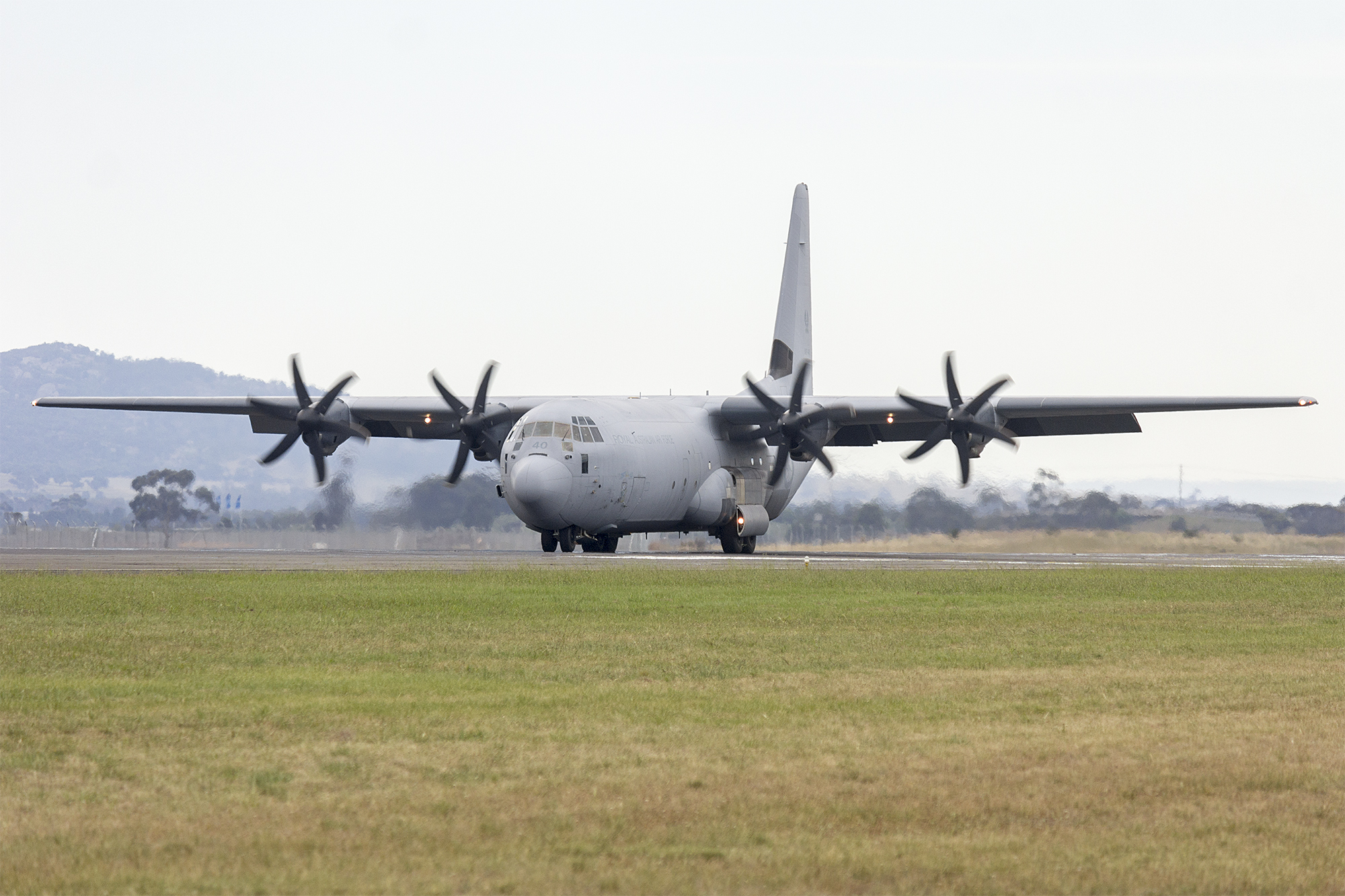
Le premier Hercules C-130J de la RAAF en 2015 ; Clay-Williams est la pilote du vol initial de cet avion en février 1997.

De janvier à décembre 1993, la lieutenante d'aviation Williams suit une formation à l'International Test Pilots School (en) au Royaume-Uni. Elle est à nouveau dux de la classe. Après avoir obtenu son diplôme, Williams devient la première femme pilote d'essai de la RAAF et sert dans la Aircraft Research and Development Unit (en),. Elle étudie toute la documentation technique dans le cadre de l'acquisition par la RAAF de douze avions Lockheed Martin C-130J Super Hercules. Sa familiarité avec ce type d'avion lui vaut d'être affectée aux États-Unis en 1995, où elle est pilote d'essai résidente du projet pour le processus d'acceptation de l'avion dans le service de la RAAF,. Le poste est prévu pour un an, mais elle reste en poste cinq ans en raison de problèmes de conception de l'avion et de la nécessité de tester les modifications. Dans le cadre du processus de test, Williams découvre que l'affichage tête haute du C-130J est installée à une hauteur qui rend l'avion inadapté à la majorité des femmes pilotes militaires, y compris elle-même. Pour résoudre ce problème, il a fallu apporter des modifications au poste de pilotage et aux systèmes de contrôle de l'avion, pour qu'elle participe aux tests. Elle rencontre son futur mari David Clay aux États-Unis et est enceinte de sept mois lorsqu'elle signe les documents pour accepter le dernier C-130J de la RAAF.
Clay-Williams retourne en Australie en 2000 et est promue au grade de wing commander (Lieutenant-colonel) peu de temps après,. Elle reste membre du bureau du projet C-130J et devient commandante de l'escadron No. 85 Wing (en),. Elle quitte la RAAF en 2003. L'historien Alan Stephens écrit que Clay-Williams « a connu une brillante carrière » à la RAAF.
Clay-Williams est l'une des 10 membres du personnel de la RAAF dont les carrières ont été mises en lumière dans le cadre des célébrations du centenaire de l'armée de l'air en 2021.

### Carrière académique
Après sa carrière à la RAAF, Clay-Williams entame une carrière académique en science de l'implémentation et passe un doctorat sur le développement d'une approche basée sur la gestion des ressources de l'équipage pour la formation dans le secteur de la santé,. En 2021, elle est professeure associée au Centre for Healthcare Resilience and Implementation Science de l'Université Macquarie. Elle a produit plus de 80 articles académiques. Le champ des recherches académiques de Clay-Williams comprend « les équipes et le travail en équipe, la prise de décision, le leadership, la simulation, l'ingénierie de la résilience et les tests et évaluations d'utilisabilité des dispositifs médicaux et des systèmes informatiques »,.

## Publications
- Implementation science: the key concepts, Routledge, 2022 (ISBN 978-1-000-58341-0, 978-1-003-10994-5 et 978-1-000-58345-8).
- (en) Robyn Clay-Williams et Jeffrey Braithwaite, « Reframing implementation as an organisational behaviour problem: Inside a teamwork improvement intervention », Journal of Health Organization and Management, vol. 29, no 6,‎ 21 septembre 2015, p. 670–683 (ISSN 1477-7266, DOI 10.1108/JHOM-11-2013-0254, lire en ligne, consulté le 4 décembre 2024).